# ジェイソン・エメリー
ジェイソン・エメリー（Jason Emery、1993年9月21日 - ）は、メジャーリーグラグビー、ラグビー・ニューヨーク・アイロンワーカーズに所属するラグビー選手。

## プロフィール
- ニュージーランド・タウランガ出身。
- ポジションはウィング(WTB)、センター(CTB)。
- 身長 176cm、体重 86kg
- ニックネームはジェイソン。
- マオリ・オールブラックスに選ばれたことがある[1]。

## 略歴
パーマストンノース・ボーイズ高校、マッセー大学、マナワツ、ハイランダーズを経て、2018年、サンウルブズに追加招集された。
さらに同年4月には宗像サニックスブルースに加入。また同年8月31日に行われたジャパンラグビートップリーグ第1節の日野レッドドルフィンズ戦にて先発出場で日本での公式戦初出場を果たす。
2022年、ニューヨーク・アイロンワーカーズに加入。 